# صافی کف پا
کف پای صاف عارضه‌ای است که در آن بیماران فاقد قوس‌های استاندارد درکف پا هستند. قوس‌های موجود در کف پا نیروهایی که از طرف زمین به بدن اعمال می‌شود را کاهش داده و اجازه ورود به همه نیروهای وارده را به بدن نمی‌دهند اما در افراد با کف پای صاف میزان زیادی این نیروها به دلیل فقدان قوس پا به سمت بدن اعمال شده و در دراز مدت می‌تواند منجر به بروز عوارض زنجیره وار در تمام مفاصل بدن خصوصاً ستون فقرات گردد. مشکل صافی کف پا، عموماً مادرزادی بوده و به نام نرمی مفاصل نیز معروف است. نرمی مفصل در ناحیهٔ کف پا سبب می‌شود که قوس کف پا در هنگام ایستادن بر روی پا از بین برود. همچنین تشکیل نشدن کامل یک یا دو استخوان در ناحیه مچ و کف پا یا چسبیدن آن‌ها به یکدیگر به صورت مادرزادی نیز در تشکیل نشدن قوس کف پا مؤثر است. به این نوع صافی کف پا، صافی انعطاف‌پذیر می‌گویند.

## عوارض و نشانه‌ها
صافی کف پا می‌تواند منجر به بروز عوارضی نظیر التهاب در رُباط های کف پا، التهاب زردپی آشیل و زردپی ماهیچه پشتی استخوان درشت‌نی، شکستگی‌های فشاری در اندام تحتانی وایجاد بافت‌های مرده پوستی نابجا شود.
از آنجایی که صافی کف پا بر روی نحوه قرارگیری سایر استخوان‌های بدن نیز اثر می‌گذارد می‌تواند منجر به بروز درد در مچ پا، زانوها و لگن شود. همچنین کف پای صاف در دراز مدت می‌تواند منجر به بروز عوارضی نظیر خار پاشنه، زانو درد، کمردرد و سردرد شود. علایم و نشانه‌های این اختلال شامل ایجاد ظاهر صاف در کف یک پا یا هر دو، خمیدگی کفش یا پاشنه کفش به سمت داخل، درد در اندام تحتانی، درد در قسمت مچ پا، ایجاد تورم در قسمت داخل مچ پا و درد مچ پا می‌باشد. اگر از پشت به پای فرد در حال ایستاده نگاه کنیم فردی که کف پایش صاف است پاشنه با کمی خمش به سمت داخل دیده می‌شود. 

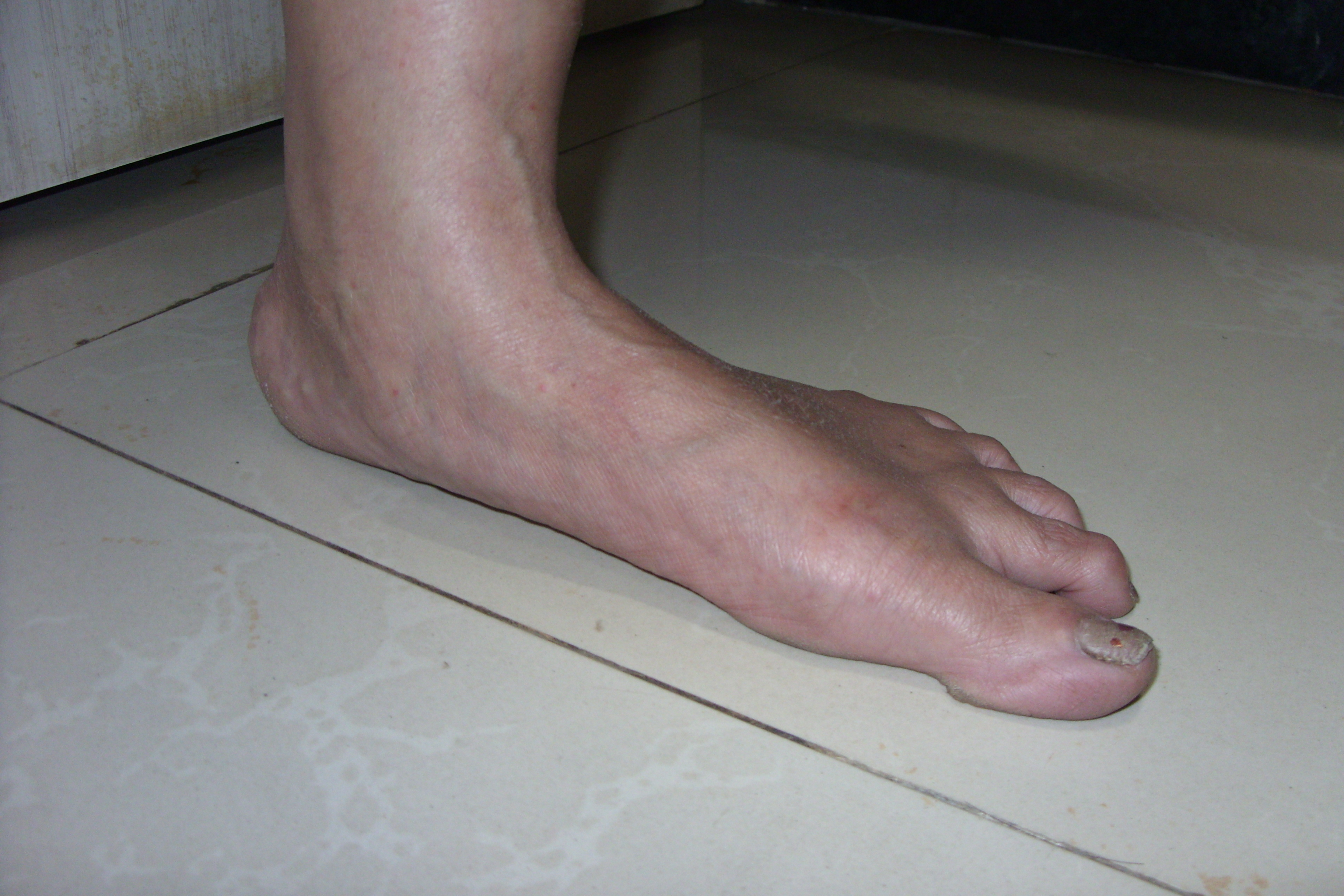
صافی کف پا در یک زن ۵۵ ساله

## دلایل

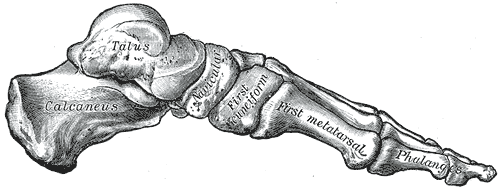
استخوانبندی قوس پا از طرف میانی

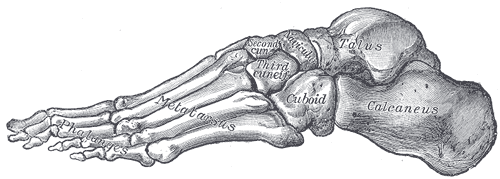
استخوانبندی قوس پا از طرف کناری

### دلایل مادرزادی
هر پا از ۳۱ استخوان تشکیل یافته‌است که توسط ۳۳ مفصل و بیش از ۱۰۰ ماهیچه، رباط و زردپی به هم متصل می‌شوند. نحوه قرارگیری صحیح این اجزاء منجر به ایجاد حالت قوس طبیعی در کف پا می‌شود. این قوس باید هم محکم باشد تا بتواند وزن بدن را تحمل کند و هم انعطاف‌پذیر باشد تا بتواند خود را با سطوح مختلف وفق دهد. کف پای صاف می‌تواند ناشی از ضعف عضلات و بافت همبند پا، وزن زیاد یا ژنتیک باشد که در این‌گونه موارد به منظور درمان راه‌های متنوعی وجود دارد. در برخی موارد کف پای صاف با انجام جراحی درمان می‌شود.
در بعضی موارد با گذشت زمان قوس کف پا از بین می‌رود. به تدریج و با افزایش سن، رباط پشتی استخوان درشت‌نی پا که در داخل مچ پا قرار دارد و جزء اصلی در حمایت از قوس پا به حساب می‌آید، دچار فرسودگی می‌شود. وجود بار بیش از حد بر این رباط سبب بروز التهاب در آن شده و منجر به فرسودگی آن می‌شود. به تدریج که این رباط دچار تخریب می‌شود، اثر حمایتی آن بر قوس پا نیز برداشته شده و قوس کف پا به تدریج از بین می‌رود.

### دلایل محیطی
- وجود فشارها مداوم بر روی پا: یکی از انواع فشارها، استفاده دراز مدت از کفش‌های پاشنه بلند است که می‌تواند بر روی زردپی آشیل (زردپی اصلی پشت پاشنه) اثر سوء گذاشته و فرایند مکانیکی طبیعی مچ را دچار اختلال کند. گاهی اوقات عملکرد جبرانی رباط خلفی استخوان درشت نی نیز مزید بر علت شده و سبب از بین رفتن فزآینده قوس کف پا می‌شود.
- چاقی
- آسیب‌ها و ضربات مختلف به پا یا مچ پا
- التهاب مفصلی روماتیسمی
- مرض قند

## درمان

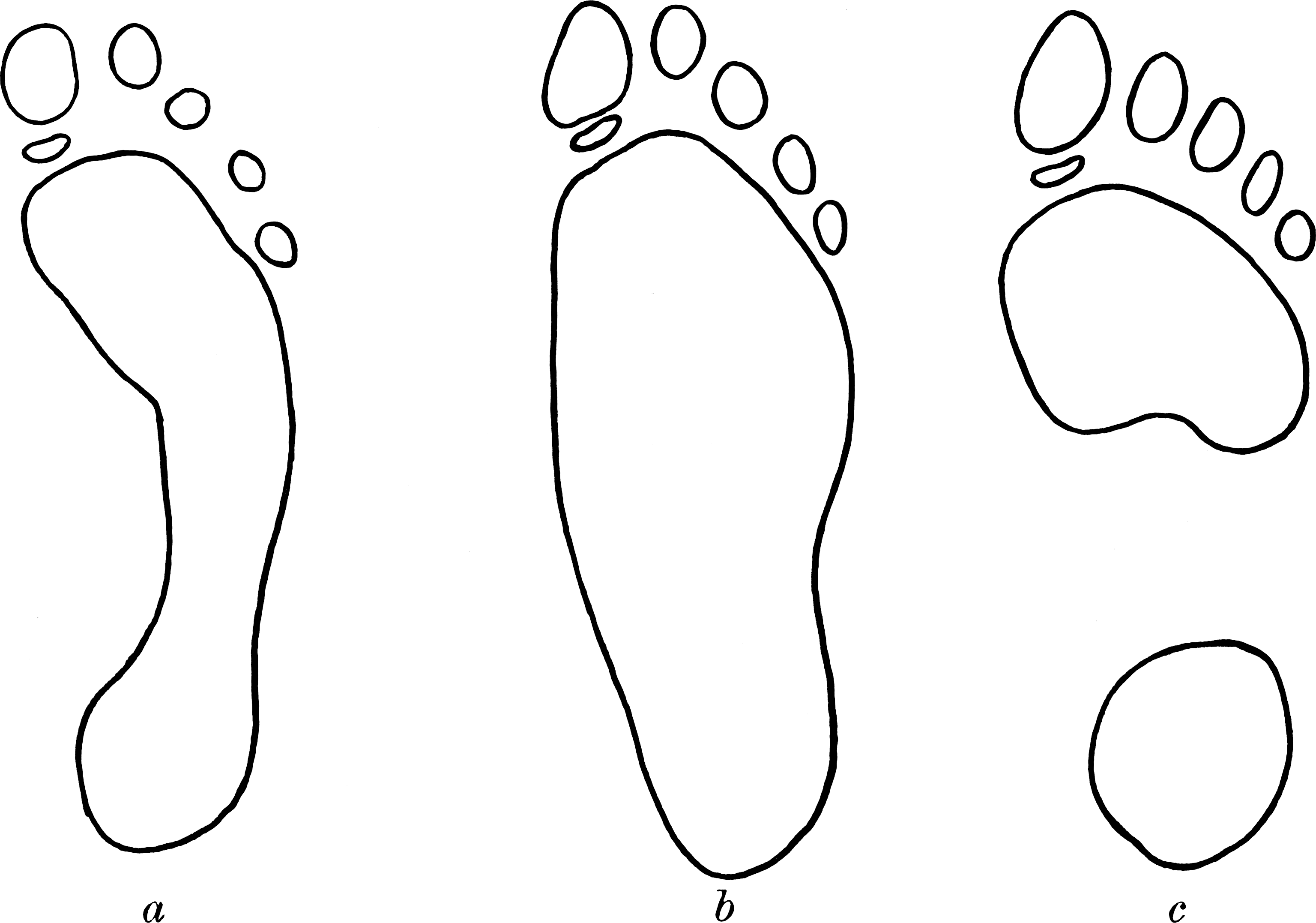
ردپای یک کف پای معمولی و یک کف پای صاف

با انجام روش‌های توانبخشی و تمرین‌های توصیه شده به افراد با کف پای صاف، کم شدن قوس کف پا با تقویت عضلات رفع می‌شود؛ ماساژ کف پا با استفاده از یک بطری که روی زمین قرار گرفته قابل اجر و بسیار مفید است، بدین صورت که کف پا به روی آن، به آرامی به جلو و عقب حرکت داده می‌شود. این حرکت به پا برای برگشتن به وضعیت صحیح کمک می‌کند. همچنین در کنار انجام تمرین‌های درمانی کفی‌های طبی نیز (خاص هر بیمار) از سوی پزشکان توصیه می‌شود. کفی‌های طبی خاص برای هر بیمار از طرف پزشک متخصص تعیین و توسط کارشناسان ارتوپدی فنی و تکنسین‌های مربوط و از طریق قالبگیری گچی از پای بیمار و ساخت قالب پا، و امروزه استفاده از دستگاه فوت اسکن و طراحی با داده های آن و ساخت کفی با دستگاه سی‌ان‌سی که بر اساس نقاط فشار پا ساخته می‌شوند.

### کف پای صاف در بزرگسالان
کف پای صاف می‌تواند بدنبال ادامه عارضه از زمان کودکی بوده یا به صورت اکتسابی عارض گردد. برخی بیماری‌ها مانند روماتیسم مفصلی، آرتروز مفصل، بیماری‌های عصبی یا صدمات استخوانی و غضروفی می‌تواند منجر به این عارضه گردد.
شایعترین علت کف پای صاف اکتسابی در بالغین اختلال عملکرد تاندون تیبیال خلفی است که از علل شایع درد کف پا است. تشخیص آن اساساً با معاینه بالینی صورت می‌گیرد، اما رادیوگرافیّ، سونوگرافی و ام‌آرآی در ارزیابی میزان آسیب تاندون و برنامه‌ریزی قبل از عمل کمک‌کننده است.
این ضایعه به چهار مرحله طبقه‌بندی می‌گردد: مرحله اول: درد و تورم ناحیه داخلی مچ پا؛ مرحله دوم :کاهش قوس طولی کف پا و انحراف پاشنه و پنجه پا به سمت خارج؛ مرحله سوم: کف پای صاف غیرقابل انعطاف؛ مرحله چهارم :کف پای صاف بدون انعطاف و همراه با علائم آرتروز مچ پا. درمان این ضایعه در مراحل اولیه به صورت غیر جراحی است ولی با پیشرفت ضایعه درمان‌های جراحی برای رفع درد و اصلاح کف پا اجتناب ناپذیر است، تشخیص زود هنگام و شروع درمان می‌تواند باعث پیشگیری از ناتوانی بیمار و جلوگیری از اعمال جراحی بزرگ در بیماران گردد.

### کف پای صاف در بچه‌ها
کف پای صاف در بچه‌ها به دو دستهٔ عمده: انعطاف‌پذیر و غیرقابل انعطاف تقسیم می‌شود که گروه اول غالباً نیاز به جراحی ندارند.

#### انعطاف‌پذیر
در چند سال اول بعد از تولد، کف پای صاف می‌تواند نرمال باشد و حدود سن پنج سا لگی قوس کف پا تکامل پیدا می‌کند، در مواردی که هنگام نشستن روی صندلی و عدم گذاشتن وزن روی پا قوس کف پا تشکیل گردد و فقط به هنگام ایستادن و وزن گذاشتن قوس کف پا از بین برود آن را کف پای صاف انعطاف‌پذیر در بچه‌ها می‌نامند که در بیش از نود درصد موارد نیاز به اقدام جراحی ندارند. در مواردی که بیمار دچار دردهای کف پا، مچ پا یا ساق پا باشد یا بچه در حین انجام اعمال ورزشی دچار خستگی زودرس شوند، نیازمند استفاده از کفی و کفش‌های طبی طبق دستور پزشک هستند. در مواردی که علائم بیمار کنترل نشود یا بدشکلی پاها به صورت انحراف پاشنه و پنجهٔ پا اتفاق بیافتد، ممکن است نیاز به عمل جراحی باشد.

#### غیرقابل انعطاف
این عارضه غالباً بدنبال گرفتاری‌های مادرزادی اسکلتی عارض می‌گردد که می‌تواند از چسبندگی‌های نابجای استخوانی یا غضروفی و گاه از تغییر زوایای استخوانی ناشی شود و در بیشتر موارد نیاز به تشخیص زودرس و درمان جراحی دارد.

## یادداشت
1. ↑  Ligamentous laxity